# Holden (Virginia Occidental)
Holden es un lugar designado por el censo ubicado en el condado de Logan en el estado estadounidense de Virginia Occidental. En el Censo de 2010 tenía una población de 876 habitantes y una densidad poblacional de 90,58 personas por km².

## Geografía
Holden se encuentra ubicado en las coordenadas 37°49′10″N 82°4′53″O / 37.81944, -82.08139. Según la Oficina del Censo de los Estados Unidos, Holden tiene una superficie total de 9.67 km², de la cual 9.67 km² corresponden a tierra firme y (0%) 0 km² es agua.

## Demografía
Según el censo de 2010, había 876 personas residiendo en Holden. La densidad de población era de 90,58 hab./km². De los 876 habitantes, Holden estaba compuesto por el 94.06% blancos, el 4.79% eran afroamericanos, el 0.34% eran amerindios, el 0.34% eran asiáticos, el 0% eran isleños del Pacífico, el 0% eran de otras razas y el 0.46% pertenecían a dos o más razas. Del total de la población el 0.91% eran hispanos o latinos de cualquier raza.